# Patricia Owens
Patricia Molly Owens (Golden, 17 de enero de 1925-Lancaster, 31 de agosto de 2000) fue una actriz estadounidense nacida en Canadá que trabajó en Hollywood. Apareció en unas 40 películas y 10 episodios de televisión en una carrera que duró desde 1943 hasta 1968.

## Carrera

### Primeros años de carrera
Owens se mudó de Canadá a Inglaterra cuando era niña. A los 18 años, hizo su debut cinematográfico en la comedia musical Miss London Ltd.. Al año siguiente, tuvo un pequeño papel en la sátira social de Harold French English Without Tears. Su carrera continuó de esta manera durante algunos años, y Owens consiguió papeles cada vez más importantes en el cine.

### Traslado a Hollywood yThe Fly

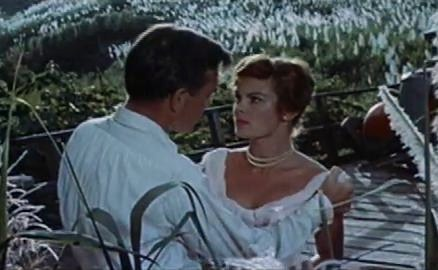
Owens en el avance de Island in the Sun (1957).

Su carrera recibió un impulso cuando fue vista por un ejecutivo de 20th Century Fox mientras actuaba en una producción teatral de Sabrina Fair y le ofrecieron una prueba de pantalla. El resultado fue un contrato con el estudio y un traslado a Hollywood. Su primera película estadounidense fue Island in the Sun (1957), seguida de No Down Payment, ambas para Fox, tras lo cual Owens fue prestada a Warner Bros. para aparecer en el drama aclamado por la crítica Sayonara (1957).
Owens pasó el resto de 1957 trabajando principalmente cedida, pero una exitosa producción de Fox le aseguró su papel más conocido, como Hélène Delambre, la esposa del científico André Delambre en The Fly (1958). Owens llevó gran parte de la narrativa de esa película de terror, que se presentó en gran medida en analepsis desde el punto de vista de su personaje.

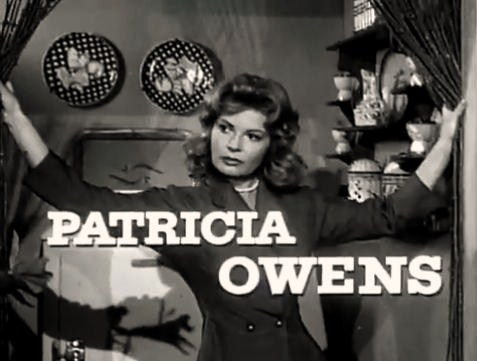
Owens en el avance de Del infierno a la eternidad (1960).

Ninguna de las películas posteriores de Owens alcanzó el mismo nivel de éxito que The Fly. Coprotagonizó la película de guerra de 1960 Del infierno a la eternidad, luego, en 1961, apareció en el raído drama de prisioneros de guerra y persecución Seven Women from Hell. Owens hizo apariciones televisivas ocasionales, en series como Perry Mason y Burke's Law, pero fueron relativamente poco frecuentes. Owens protagonizó el episodio de 1959 «The Crystal Trench» de la serie Alfred Hitchcock presenta. También apareció en un episodio de Tales of Wells Fargo titulado «Assignment In Gloribee» en 1962. Ella interpreta a una bostoniana tensa y cínica que es enviada al oeste para escribir una reseña «favorable» del oeste, en nombre de Wells Fargo.
En 1964, interpretó a una mujer hermosa, pero asesina, de sangre fría, que utiliza a los hombres para su satisfacción en el episodio «Scott Free» del T9E32 de la serie de televisión wéstern Gunsmoke.

### Retiro
Para 1965, Owens estaba trabajando en Black Spurs, un wéstern de cine B producido por A. C. Lyles, quien era conocido por utilizar estrellas de mayor edad en ese género. Se retiró del cine en 1968 después de interpretar al interés amoroso en el thriller de espionaje de bajo presupuesto The Destructors. Más tarde ese mismo año, hizo su última aparición profesional en un episodio televisado de Lassie.

## Vida personal
Owens estuvo casada y divorciada tres veces. Con su primer marido, el productor y guionista Sy Bartlett, se casaron en 1956 y permanecieron juntos durante dos años. Luego se casó con Jerome Nathanson en 1960 y tuvieron un hijo antes de divorciarse en 1961. Su tercer matrimonio fue con John Austin desde 1969 hasta su divorcio en 1975.

## Filmografía parcial
- Miss London Ltd. (1943) - Miss Londres (sin acreditar).
- English Without Tears (1944) - Chica obteniendo un autógrafo (sin acreditar).
- Give Us the Moon (1944) - Camarera (sin acreditar).
- One Exciting Night (1944) - Papel secundario (sin acreditar).
- While the Sun Shines (1947) - Papel menor (sin acreditar).
- Things Happen at Night (1948)
- Paper Orchid (1949) - Mary MacSweeney.
- Bait (1950) - Anna Hastings.
- The Happiest Days of Your Life (1950) - Angela Parry.
- Old Mother Riley, Headmistress (1950) - Niña.
- Mystery Junction (1951) - Mabel Dawn.
- Crow Hollow (1952) - Sauce.
- Ghost Ship (1952) - Joyce - Fiestera.
- House of Blackmail (1953) - Joan.
- Los caballeros del rey Arturo (1953) - Lady Vivien (sin acreditar).
- The Good Die Young (1954) - Winnie (sin acreditar).
- A Stranger Came Home (1954) - Rubia.
- Adventure Theater (1954) - Mary (segmento de la historia «Final Twist»).
- Windfall (1955) - Connie Lee.
- Colonel March Investigates (1955, serie de televisión) - Betty Hartley.
- Island in the Sun (1957) - Sylvia Fleury.
- No Down Payment (1957) - Jean Martin.
- Sayonara (1957) - Eileen Webster.
- The Law and Jake Wade (1958) - Peggy.
- The Fly (1958) - Helene Delambre.
- The Gun Runners (1958) - Lucy Martin.
- Alfred Hitchcock presenta (1959) (Temporada 5, Episodio 2: «The Crystal Trench») - Stella Ballister.
- These Thousand Hills (1959) - Joyce.
- Five Gates to Hell (1959) - Joy.
- Del infierno a la eternidad (1960) - Sheila Lincoln.
- Seven Women from Hell (1961) - Grace Ingram.
- X-15 (1961) - Margaret Brandon.
- Los intocables (1963, episodio: «The Charlie Argos Story») - Marcy Devon.
- Walk a Tightrope (1964) - Ellen Sheppard.
- Black Spurs (1965) - Clare Grubbs.
- The Destructors (1968) - Charlie.